# ロバート・オクスナム
ロバート・オクスナム（Robert B. Oxnam、1942年12月14日 - 2024年4月18日）はアメリカ合衆国における対アジアの専門家、中国学者、作家、芸術家。アジア協会元会長。

## 人物
解離性同一性障害の患者である。父の死による鬱、過食症、アルコール使用障害なども経験している。幼い頃、誰かから性的虐待を受けた経験がある。
2024年4月18日にアルツハイマー病の合併症によりニューヨーク州サフォーク郡で死去。81歳没。

## 著書
- 『A Fractured Mind: My Life with Multiple Personality Disorder』(Oxnam, Robert B,2005)ISBN 1401308686 ＝『多重人格者の日記 克服の記録』（ロバート・B・オクスナム、2005、翻訳2006） ISBN 4-7917-6301-7